# Il guardiano della fiamma
Il guardiano della fiamma (Black Friar of the Flame) è un racconto di fantascienza di Isaac Asimov pubblicato per la prima volta nel 1942 nel numero di primavera della rivista Planet Stories.
Successivamente è stato incluso nell'antologia Asimov Story (The Early Asimov) del 1972.
È stato pubblicato varie volte in italiano a partire dal 1973.

## Storia editoriale
Asimov iniziò a scrivere il racconto di tema religioso i primi di marzo del 1939, intitolandolo Pilgrimage. Appena terminato, lo propose al direttore della rivista Astounding, John W. Campbell, che lo rifiutò. L'autore revisionò il lavoro secondo le indicazioni di Campbell e lo sottopose nuovamente al giudizio del direttore, ottenendo un nuovo rifiuto. Ad esso seguì una terza e poi una quarta revisione; al termine di quest'ultima, nel settembre dello stesso anno, il racconto fu definitivamente rifiutato da Campbell che motivò la decisione con il fatto che contemporaneamente sulla rivista era in corso di pubblicazione un romanzo breve di Robert A. Heinlein, Se continua così... (If This Goes On...) anch'esso con tema religioso. Asimov non volle desistere dal tentativo di dare alle stampe il racconto e, nei successivi due anni, lo riscrisse altre due volte modificandone anche il titolo in Galactic Crusade. Nell'agosto del 1941 il direttore della rivista Planet Stories, Malcom Reiss, accettò di pubblicarlo a patto che Asimov avesse eliminato ogni riferimento religioso dall'opera. L'autore revisionò ulteriormente il racconto che fu consegnato nel settembre del 1941 e quindi pubblicato nel numero della primavera 1942 della rivista Planet Stories con il titolo modificato dall'editore in Black Friar of the Flame. La complicata e faticosa genesi del racconto convinse Asimov a non acconsentire mai più a revisionare un'opera per permetterne la pubblicazione. Seppure l'opera giovanile dell'autore, per sua stessa opinione, non sia delle migliori, contiene alcuni elementi che saranno successivamente sviluppati in opere di più ampio respiro e di successo, quali il Ciclo delle Fondazioni e Paria dei cieli (Pebble in the Sky, 1950).

## Trama
In un future lontano migliaia di anni, i Lhasinu, una razza di rettili umanoidi nativi di Vega, governano un terzo della Galassia compresa la Terra. Il resto della galassia è occupato da pianeti umani indipendenti che si cercano di mantenere lo status quo. La Terra è il centro di un culto chiamato Loarismo, di cui ospita i pellegrini tutti gli anni. I Loaristi lasciano che i Lhasinu governino la Terra fintantoché viene loro lasciata la libertà di culto; infatti, durante una rivolta dei Terrestri avvenuta cinquecento anni prima i Loaristi non li aiutarono e la ribellione fu sedata.
Russell Tymball, un Terrestre nazionalista, si impossessa di un dispaccio segreto dei Lhasinu che contiene gli ordini di evacuare la popolazione umana dalla Terra e di distruggere il pianeta. Questo colpirà a morte il Loarismo e porrà le basi per la Seconda Campagna Galattica, una nuova offensiva dei Lhasinu per conquistare i mondi umani della galassia. Tymball utilizza il dispaccio per convincere Loara Paul Kane, capo dei Loaristi, a unirsi a una seconda ribellione dei Terrestri contro i Lhasinu.
Quando un giovane pellegrino loarista di nome Filip Sanat scopre due Lhasinu appostati nei pressi del Memoriale di New York, il posto più sacro della Terra, mentre discutono della prossima distruzione della Terra, egli corre fuori a istigare la folla e dà inizio a una rivolta. I Lhasinu cercano di entrare di forza nel Memoriale, ma vengono sopraffatti dai ribelli di Tymball. Nel giro di un giorno, i Lhasinu sono cacciati da New York City mentre Sanat viene mandato fuori dal sistema solare per cercare l'aiuto degli altri mondi umani.
Sei mesi dopo i Lhasinu stanno avanzando verso la Terra, mentre le flotte di molti mondi umani convergono sui Lhasinu. L'alleanza umana sta per disgregarsi, ma Sanat tradisce la Base Lunare in favore dei Lhasinu, in questo modo forzando le flotte umane a difendersi, e alla fine a sconfiggere la flotta dei Lhasinu. Contemporaneamente un'altra flotta umana attacca le forze dei Lhasinu nel sistema di Vega, sconfiggendole e costringendole alla resa.

## Edizioni
- (EN) Isaac Asimov, Black Friar of the Flame, in Planet Stories, anno 1 numero 10, 1ª ed., Love Romances Publishing Co., Inc., primavera 1942.
- Isaac Asimov, Il guardiano della fiamma, in Asimov Story n.1, Urania, n. 625, Milano, Mondadori, 1973.